# Sophie Quinton
Sophie Quinton (Villedieu-les-Poêles, 31 agosto 1976) è un'attrice francese.

## Filmografia parziale

### Cinema
- La chatte andalouse, regia di Gérald Hustache-Mathieu (2002)
- Qui a tué Bambi?, regia di Gilles Marchand (2003)
- Miss Montigny, regia di Miel Van Hoogenbemt (2005)
- Avril, regia di Gérald Hustache-Mathieu (2006)
- L'empreinte de l'ange, regia di Safy Nebbou (2008)
- Par suite d'un arrêt de travail..., regia di Frédéric Andréi (2008)
- Poupoupidou, regia di Gérald Hustache-Mathieu (2011)
- Le Skylab, regia di Julie Delpy (2011)
- 38 testimoni (38 témoins), regia di Lucas Belvaux (2012)
- Queen of Montreuil, regia di Sólveig Anspach (2012)
- Dans la forêt, regia di Gilles Marchand (2016)
- De Gaulle, regia di Gabriel Le Bomin (2020)

### Televisione
- Assassino nell'ombra (Quand vient la peur...) - film TV (2010)
- Maman a tort - miniserie TV, 6 episodi (2018)
- Tout contre elle - film TV (2019)
- Un homme ordinaire - miniserie TV, 4 episodi (2019-2020)